# The Extinct Dreams
The Extinct Dreams ist eine 2006 als Ars Moriendi gegründete und 2007 in The Extinct Dreams umbenannte Melodic-Death- und Atmospheric-Doom-Band.

## Geschichte

### Besetzung
The Extinct Dreams wurde im Jahr 2006 unter dem Namen Ars Moriendi von Roman, der sich später „Ramapriya Das“ nannte, gegründet. Die Umbenennung in The Extinct Dreams erfolgte aufgrund von Namensgleichheit mit mehreren europäischen Metal-Bands. Die Besetzung um den Sänger und Gitarristen variierte über die Jahre. Insbesondere sein konzeptionelles Festhalten am Vishnuismus untergrub den Zusammenhalt der Band und führte nach dem Jahr 2010 in längere Pausen und Umbesetzungen. So kooperierte der Bandkopf im Verlauf der Aktivität mit diversen Musikern. Die erste Bandbesetzung bestand aus ihm als Sänger und Gitarrist, dem Schlagzeuger Filin, dem Bassisten Semjon, dem Gitarristen Kirill und der Keyboarderin Marija. Filin verließ die Band bereits 2008, Maria, Semyon und Kirill 2010. Zur neuen Besetzung stießen die Bassistin Jelena Berkutowa 2013 und der Schlagzeuger Dmitri. Weitere Musiker, die sich zeitweise als Teil von The Extinct Dreams einbrachten, waren im Jahr 2015 der Gitarrist Andrei, die Keyboarderin Jelena und der zurückgekehrte Gitarrist Kirill. Das Ende der Band im Jahr 2017 begründete „Ramapriya Das“ damit das kreative Potential der Band nach drei Studioalben ausgeschöpft zu haben.

### Veröffentlichungen
Die Band veröffentlichte insgesamt zwei Demos, ein Split-Album mit David Unsaved und drei Studioalben. Nach der Veröffentlichung der Demos Into the Extinct Dreams und November Rehearsal im Selbstverlag im Jahr 2007 erschienen 2008 die Alben Ars Moriendi und Потустороннее сияние über Backfire Productions. Bis zu Folgeveröffentlichungen vergingen mehrere Jahre. Das Split-Album Metamorphosis mit Unsaved erschien 2015 über Endless Winter und das letzte Album vor dem Ende der Band Фрагменты вечности 2016 über Stygian Crypt Productions.

### Rezeption
Während das Debüt der Band als „Fehlstart“ und „Kakophonie“ betitelt wurde, lobten Rezensenten die nachkommenden Veröffentlichungen. Insbesondere die bis in den Grindcore reichenden Ausbrüche des Debüts wurden als störend bemängelt. Dazu ergehe sich die Band zu sehr im Handwerk des Nachspielens der Grundzüge des Genres. Anstelle dessen solle sich die Band auf die Atmosphäre konzentrieren schrieb Laurent Lignon für Doom-Metal.com. Bereits das zweite Album sei ein deutlicher Qualitätssprung äußerte Bertrand Marchal für das gleiche Webzine. Das „exzellente Doom-Death-Album“, sei „hoffentlich der wahre Beginn einer brillanten Zukunft“. Das Split-Album Metamorphosis hieß es in einer für Metal Addicts verfassten Rezension sei das Ergebnis zweier „eindrucksvoller“ Interpreten. Solch hohe Beurteilungen erfuhr auch das Album Фрагменты вечности, das in der Kolumne Funeral Doom Friday des Webzines Metal Injection zu den „Highlights“ des Veröffentlichungsjahres gerechnet wurde.

## Stil
Die Musik der Band orientierte sich am Melodic Death Doom und Gothic Metal. Als Relation führt Stefanno Cavanna in seiner Funeral-Doom-Enzyklopädie Swallow the Sun, Saturnus und Officium Triste an. Funeral Doom sei nur in wenigen Augenblicken behäbigen auszumachen. Diesen stehen indes explosive Momente gegenüber, die der Musik die typische Dynamik des Post-Metal verleihen. Der Klang der Band wurde dabei zunehmend verfeinert und der Gesang wies mit den Veröffentlichungen bemerkbare Verbesserungen auf. Der Einsatz des Keyboards verlieh dem Gesamtklang „ein kohärenteres Gefühl, wodurch ein besser definiertes und ziemlich originelles Ergebnis“ entstanden sei, schrieb Stefano Cavanna.
Das Tempo bleibt dabei überwiegend moderat, Tempowechsel werden nur gelegentlich genutzt. Bereits das Debüt hielt einen entsprechenden Klang vor bei dem das als „zermalmende Gitarrenpassagen“ bezeichnete Riffing, „die intensive Perkussion und das tiefe Growling durch Ambient-Keyboard und subtile Leads ausgeglichen“ wurden. Die Instrumentierung und Spielweise des letzten Albums der Band Фрагменты вечности steht Funeral-Doom-Interpreten wie Shape of Despair und Skepticism zwar nahe, doch behielt auch dies Album den Stil vorheriger Veröffentlichungen bei. The Extinct Dreams kombinierte derweil Klargesang mit Growling und näherte sich von Stück zu Stück aus dem Tempo des Funeral- und Atmospheric Doom dem des Death Doom an, ohne dabei die tragende bedrückte Atmosphäre zu verlieren.

## Diskografie
- 2007: Into the Extinct Dreams (Demo, Selbstverlag)
- 2007: November Rehearsal (Demo, Selbstverlag)
- 2008: Ars Moriendi (Album, Backfire Productions)
- 2008: Потустороннее сияние (Album, Backfire Productions)
- 2015: Metamorphosis (Split-Album mit Unsaved, Endless Winter)
- 2016: Фрагменты вечности (Album, Stygian Crypt Productions)